# Harriet Taylor
Harriet Taylor Mill (rojena Hardy), britanska filozofinja in zagovornica ženskih pravic, * 8. oktober, 1807, London,  † 3. november 1858. 
Korpus njenega pisanja je mogoče najti v delu z naslovom The Complete Works of Harriet Taylor Mill. V veliki meri je znana zaradi vpliva na svojega moža, Johna Stuarta Milla, enega izmed uglednih mislecev 19. stoletja. 

## Predzakonski odnos z Millom
John Stuart Mill je Taylor privlačil, ker jo je obravnaval kot intelektualno enakopravno in sodeloval z njo ob pisanju mnogih besedil, ki so bila objavljena pod njegovim imenom. Mill, ki je bil nad Taylor navdušen, jo je prosil naj prebere njegovo zadnjo knjigo, ki jo je ustvarjal in naj poda svoje kritike in komentarje glede njegovega pisanja. Postala sta dobra prijatelja. 
Leta 1833 je živela v prebivališču, ločenem od svojega moža, skupaj s hčerko, medtem ko je John Taylor vzgajal druga dva starejša fanta. John Taylor je sprejemal prijateljstvo Milla in Harriet, v zameno za "zunanjo formalnost" njene vloge žene v hiši. V naslednjih nekaj letih sta John Mill in Harriet izmenjala nekaj esejev na temo poroke in ženskih pravic; ohranjeni eseji kažejo na to, da je Taylor imela bolj radikalne poglede na te zadeve kot Mill. Taylor je pritegnila socialistična filozofija, ki jo je spodbujal Robert Owen, v knjigah, kot so The Formation of Character (1813) in A New View of Society (1814). Še posebej v svojih esejih je Taylor izrazila kritiko na ponižujoč položaj ženske ekonomske odvisnosti od moškega. 

## Zakon z Millom
Po smrti Johna Taylorja (1849), sta Mill in Harriet počakala še dve leti, nato pa sta se leta 1851 poročila. Taylor ni želela narediti še večjega družbenega škandala kot sta ga že imela. Millov zakon je bil model za zakon enakopravnosti. Harriet je napisala več esejev, vključno s tistimi na temo nasilja v družini in esej  The Enfranchisement of Women, ki je bil objavljen leta 1851. Veliko njenih argumentov je bilo razvitih tudi v delu J. S. Milla The Subjection of Women, objavljenem enajst leto po njeni smrti, kljub temu da je to Millovo delo veliko bolj konzervativno kot Harrietin The Enfranchisement of Women.

## Lastno delo
Razen nekaj člankov v unitarističnem časniku Monthly Repository, Taylor za časa svojega življenja ni objavila veliko svojih del. Kljub temu pa je prebrala in podala svojo kritiko na vsa dela J. S. Milla. V svoji avtobiografiji, je Mill Harriet priznaval za soavtorico večine knjig objavljenih pod njegovim imenom. Dodal je še: "Ko imata osebi svoje misli in špekulacije povsem skupne, je pomembno vprašanje, v zvezi originalnostjo, kdo od njiju drži pero." Skupaj sta napisala Early Essays on Marriage and Divorce, objavljeno leta 1832. Potekala je razprava o naravi in obsegu njenega delovanja. 
Pismo, ki ga je Mill napisal leta 1854, je Taylor razkrivalo kot žensko, ki je bila nerada omenjena kot soavtorica njegovih knjig in člankov. Mill je menil: "Ne morem biti zadovoljen, razen, če dovoliš, da najina najboljša skupna knjiga, ki bo izšla, na naslovnici nosi najini imeni. Tako bi moralo veljati za vse kar objavim, boljša polovica je tvoja." 
J. S. Mill je imel njene prispevke k svojem delu za zelo pomembne, še posebej  O svobodi (On Liberty), ki ji ga je kasneje, ob objavi leta 1859 (leto po njeni smrti), posvetil. 

## Smrt
Harriet Taylor Mill je umrla 3. novembra 1858, v Hotel d'Europe v Avignonu (Francija), po hudem zastoju pljuč (verjetno zaradi sifilisa). Njena hčer Helen Taylor, ki je postala znana feministka, je skupaj z Millom dokončala delo The Subjection of Women. 